# Muziekensemble
Een muziekensemble is een groep instrumentalisten die samen muziekstukken speelt.
Met de term ensemble wordt in de muziek een groep van meer dan twee spelers bedoeld. Het kan een kamermuziekensemble zijn (bijvoorbeeld een pianotrio of strijkkwartet), maar ook een veel grotere groep spelers waarvan de samenstelling niet overeenkomt met die van een "traditionele" bezetting als een kamerorkest, symfonieorkest, harmonieorkest, fanfare of brassband. 
Voorbeelden van veelvoorkomende vormen van ensembles zijn:
- strijkorkest
- strijkkwartet
- symfonieorkest
- pianotrio
- pianokwintet
- strijktrio
- blokfluitkwartet
- blaaskwintet
- klarinettrio